# CherryPy
CherryPy est une bibliothèque logicielle de développement web minimaliste, orientée objet et crée en 2002, en Python.